# Mod DB
Mod DB (з англ. Mod DataBase) — це вебсайт для вільної публікації ігрових модифікацій відеоігор. Був заснований Скоттом "INtense!" Рейсманісом 8 червня 2002 року. Станом на листопад 2023 року на сайті зареєстровано близько 30 000 модифікацій та 60 000 доповнень для ігор.

## Особливості
Метою Mod DB є збір модів, файлів, навчальних посібників та інформації про будь-які ігри, які можна модифікувати. За задумом оснівника, саме користувачі мають брати активну участь у розробці та розвитку сайту, тому залучення спільноти настійно заохочується: будь-який зареєстрований користувач може опублікувати ігровий мод, галерею скріншотів, новини та запити про допомогу, а модераторами та адміністраторами обираються найактивніші учасники. Основні співробітники сайту, як правило, залишаються незмінними, тоді як на нижчих посадах відбувається інтенсивна ротація серед модераторів-стажистів і кандидатів в адміністратори. Співробітники здебільшого виступають, як супроводжувачі або бібліотекарі, зберігаючи вміст доступним для громадськості та висвітлюють більш виняткові роботи.
Mod DB має дозвільний підхід до того, який вміст можна розміщувати на веб-сайті. За умовами використання заборонено завантажувати модифікації, що включають порнографічний, наклепницький і непристойний вміст, а також матеріали, які підбурюють до злочинів або ненависті, порушують законодавство про інтелектуальну власність відповідно до положень закону про авторське право Австралії та Закон про захист авторських прав у цифрову епоху США.